# 空天飞机

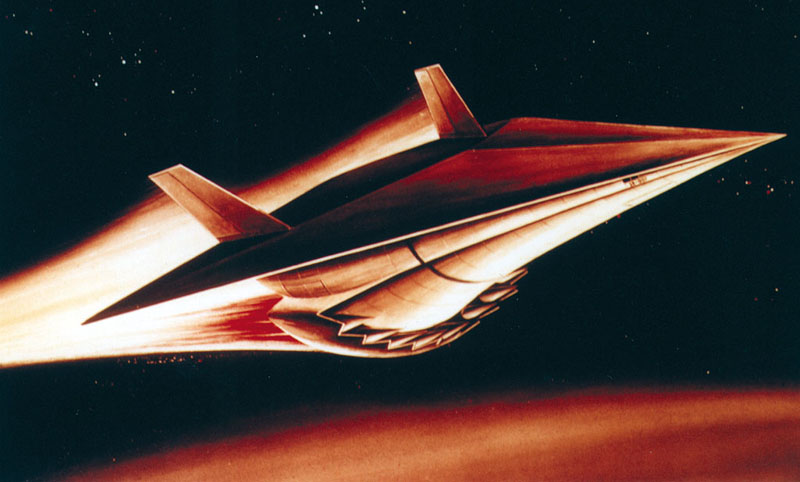
空天飞机的艺术想象图

兩截式空天飛機概念

空天飛機（英語：Aerospaceplane）又称“航空航天飛機”，是一種处于研制階段的航天运输系统，兼具航空和航天飛行能力，是集航空器、太空運載工具及航天器於一身的航空航天飞行器，通常可以部分或全部重複使用。空天飞机亦可以作為載人航天器。
空天飛機使用组合循环推进系统，同時有航空發動機和火箭發動機，起飞时从机场跑道水平起飞，在大氣層内使用航空发动机飛行，达到一定速度后，切换至火箭发动机飞行，進入太空成為航天器，降落時在机场跑道水平降落。空天飞机可以采用单级入轨或多级入轨。
目前没有实用的空天飛機。美國曾在90年代研發冒险之星飛行器，并试制X-33试验机，英国曾研制云霄塔，但最後關鍵技術無法突破而終止。
2018年，中国航天科工宣布正在研制“腾云工程”，一种两级入轨的空天飞机。